# 올리비아 올슨
올리비아 올슨(Olivia Olson, 1992년 5월 21일 ~ )은 미국의 배우이자 가수이다.